# Dwór Potockich w Krakowie
Dwór Potockich – zabytkowy dwór ze stajnią i wozownią znajdujący się w Krakowie, w dzielnicy I przy ulicy F. Straszewskiego 14–16, na Nowym Świecie.

## Historia
Dwór został wzniesiony w 1835 według projektu Ignacego Hercoka. W 1836 dobudowano dwie oficyny projektu Wilhelma Hofbauera. Po II wojnie światowej w budynku mieściła się m.in. Naczelna Organizacja Techniczna, a jedną z oficyn zajmowało przedszkole. Obecnie w dworku mieści się trzygwiazdkowy Hotel Maltański.

## Architektura
Zespół dworski składa się z głównego korpusu dworku i dwóch oficyn po bokach. Wszystkie budynki są parterowe. W wyniku przemian otoczenia zespół utracił wiele z pierwotnego założenia m.in. wytyczenie ulicy Straszewskiego spowodowało utratę bezpośredniego połączenia z Plantami, zlikwidowano też park na zapleczu.

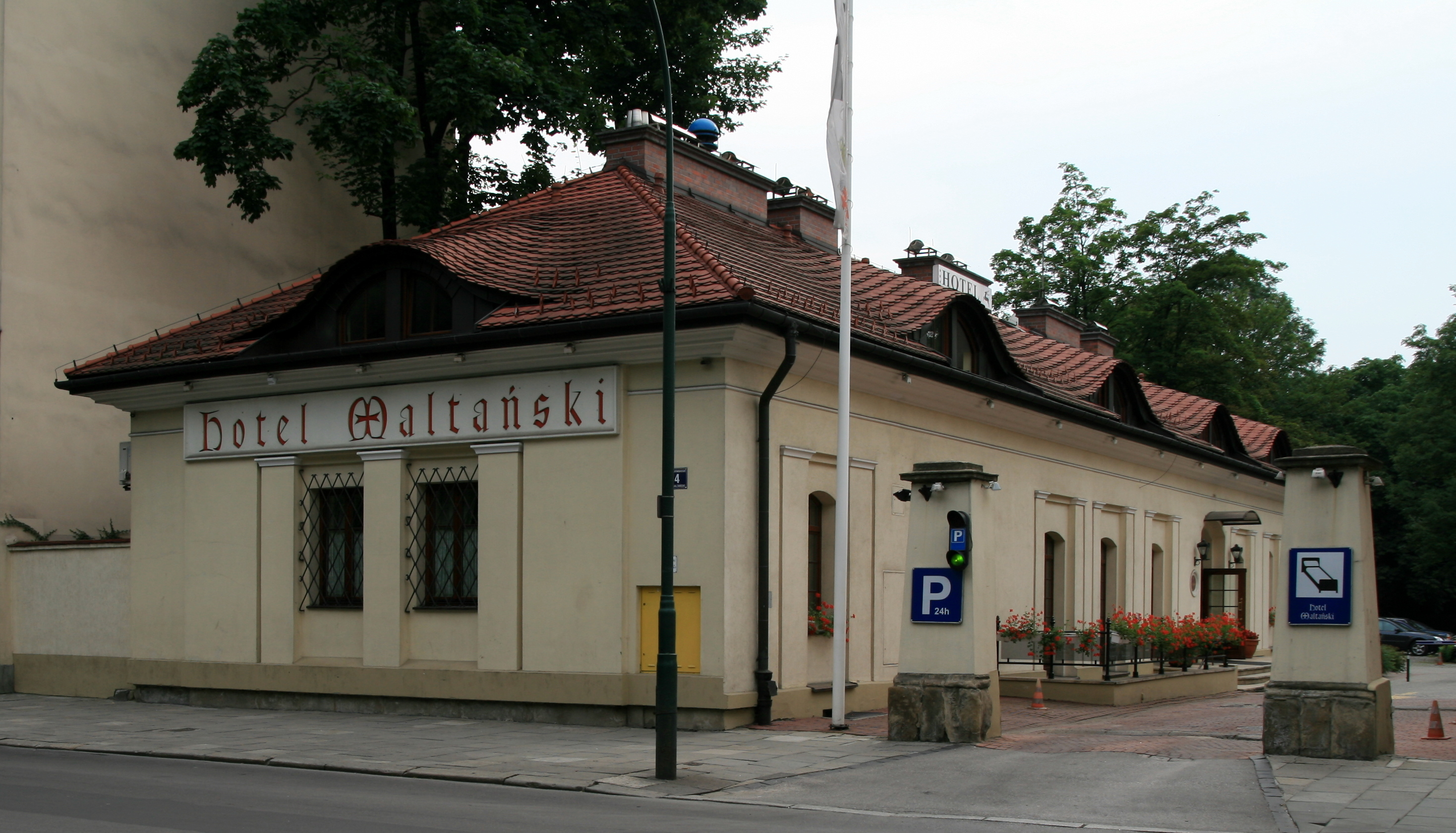
Oficyna południowa, dawna stajnia obecnie „Hotel Maltański”
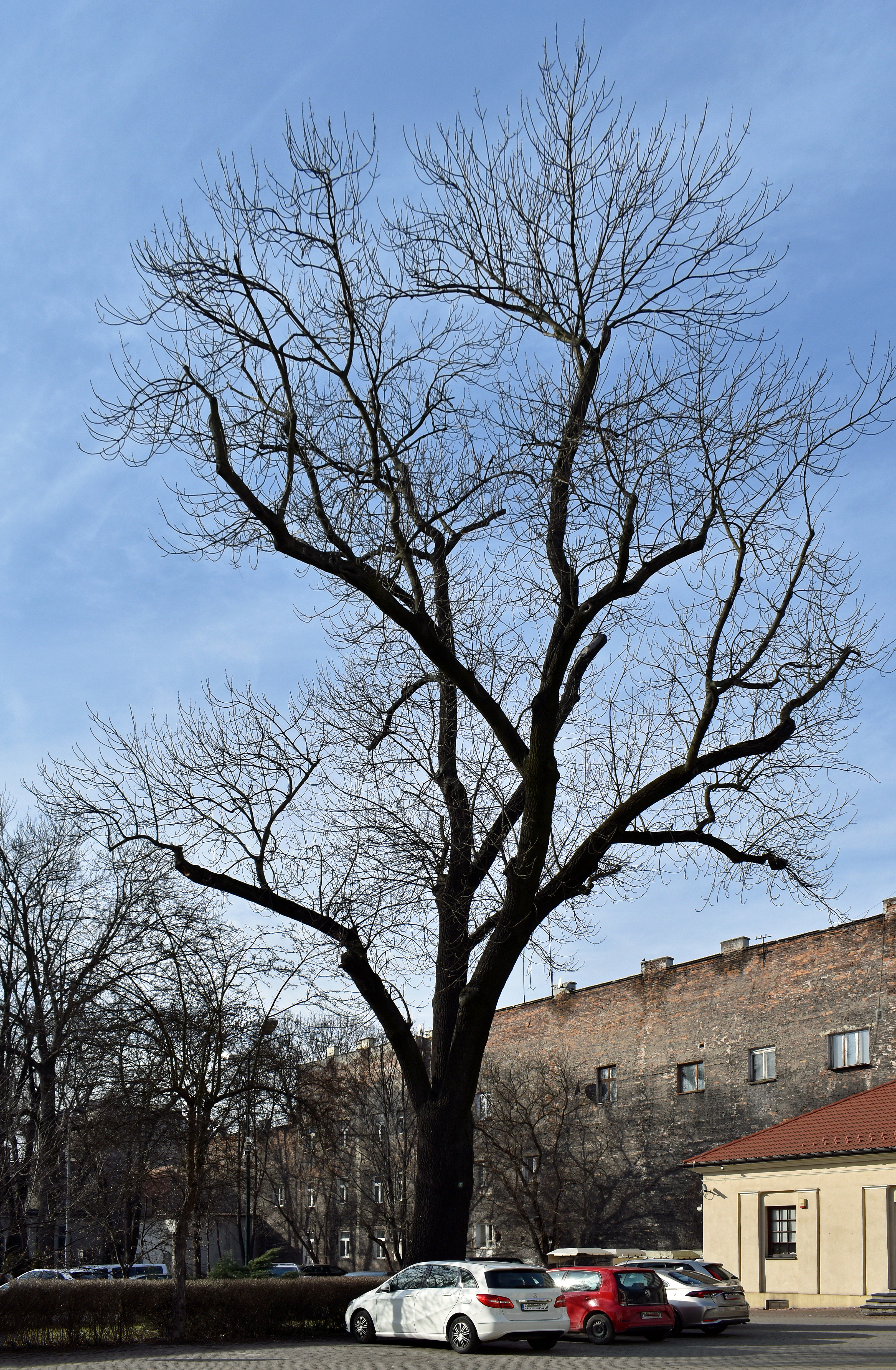
Jesion-pomnik przyrody w dawnym parku dworskim (obecnie parking)